# Império Novo
```
   |-
       | 
Erro:
:  
valor não especificado para "
continente
"
```

O Império Novo, também conhecido como o Império Egípcio, é o período da história egípcia antiga entre o século XVI e o XI a.C., abrangendo as 18.ª, 19.ª e 20.ª dinastias do Egito. A datação por radiocarbono coloca o começo exato do Novo Império entre 1570 AC e 1544 AC. O Novo Reino seguiu o Segundo Período Intermediário e foi sucedido pelo Terceiro Período Intermediário. Foi o período mais próspero do Egito e marcou o auge de seu poder.
A parte posterior deste período, sob as dinastias 19 e 20 (1292–1069 AC), também é conhecido como o período Ramsida. É nomeado após os 11 Faraós que usaram o nome Ramessés, depois de Ramessés I, o fundador da 19.ª dinastia.
Possivelmente como resultado do domínio estrangeiro dos Hicsos durante o Segundo Período Intermediário, o Império Novo viu o Egito tentar criar um amortecedor entre o Levante e o Egito propriamente dito, e durante esse tempo o Egito alcançou a sua maior extensão territorial. Da mesma forma, em resposta aos ataques bem sucedidos do século XVII a.C. durante o Segundo Período Intermediário pelo poderoso Reino de Cuxe, os governantes do Império Novo sentiram-se compelidos a expandir para o sul em direção à Núbia e a manter vastos territórios no Oriente Próximo. No norte, os exércitos egípcios combateram os exércitos Hititas pelo controle da Síria dos dias atuais.

## História

### Ascensão do Império Novo
A 18.ª Dinastia continha alguns dos Faraós mais famosos do Egito, incluindo Amósis I, Hatexepsute, Tutemés III, Amenófis III, Aquenáton e Tutancâmon. A Rainha Hatexepsute concentrou-se em expandir o comércio externo do Egito enviando uma expedição comercial à terra de Punt.
Tutemés III ("o Napoleão do Egito") expandiu o exército do Egito e o manejou com grande sucesso para consolidar o império criado por seus predecessores. Isso resultou em um pico no poder e riqueza do Egito durante o reinado de Amenófis III. Durante o reinado de Tutemés III (c. 1479–1425 AC), o faraó, originalmente referindo-se ao palácio do rei, tornou-se uma forma de endereço para a pessoa que era o rei.
Um dos mais conhecidos faraós da 18.ª dinastia é Amenófis IV, que mudou o seu nome para Aquenáton em homenagem a Áton, uma representação do deus Egípcio, Ra. A sua adoração exclusiva a Áton é freqüentemente interpretada como a primeira instância do monoteísmo da história. A esposa de Aquenáton, Nefertiti, contribuiu muito para sua nova visão da religião egípcia. Nefertiti foi corajosa o suficiente para realizar rituais para Áton. O fervor religioso de Aquenáton é citado como a razão pela qual ele e sua esposa foram subsequentemente eliminados da história egípcia. Sob o seu reinado, no século XIV a.C., a arte Egípcia floresceu sob um estilo distinto. (Veja o Período de Amarna.)
No final da 18.ª dinastia, a situação mudou radicalmente. Ajudados pelo aparente desinteresse de Aquenáton pelos assuntos internacionais, os Hititas gradualmente estenderam sua influência para a Fenícia e Canaã para se tornar uma grande potência na política internacional — um poder que tanto Seti I quanto seu filho Ramessés II teriam que lidar durante a 19.ª dinastia.

### Auge do Império Novo
A Décima Nona Dinastia foi fundada pelo Vizir Ramessés I, que o último governante da 18a dinastia, o faraó Horemebe, escolhera como seu sucessor. Seu breve reinado marcou um período de transição entre o reinado de Horemebe e os poderosos faraós desta dinastia, em particular, o seu filho Seti I e o neto Ramessés II, que elevariam o Egito a novas alturas do poder imperial.

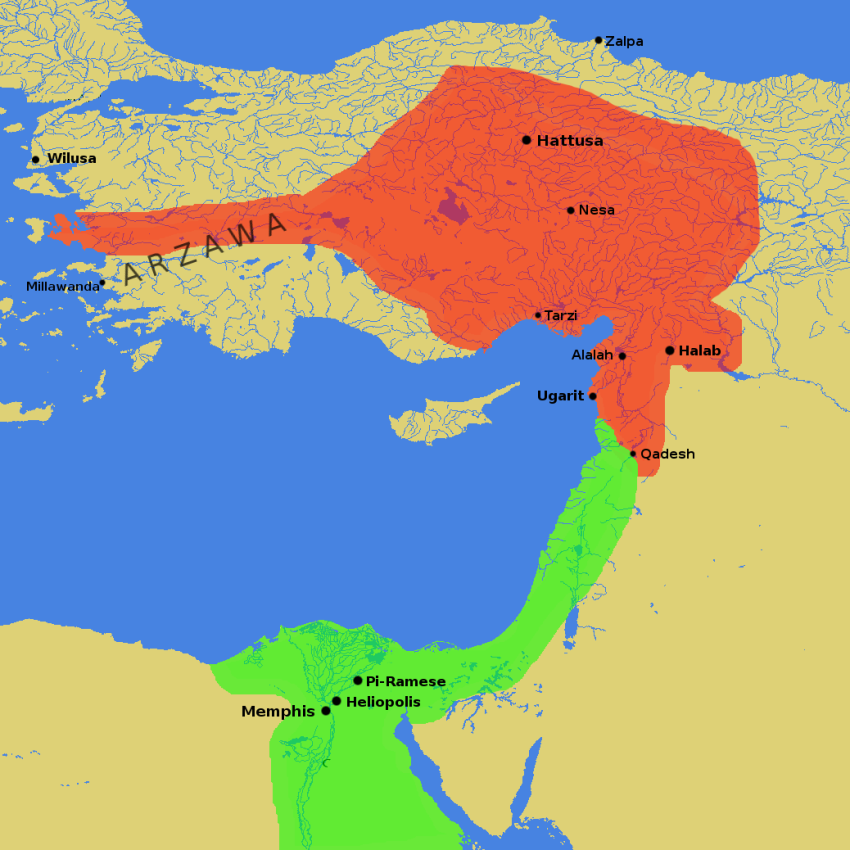
Impérios Egípcio e Hitita, na época da Batalha de Cadexe

Ramessés II ("o Grande") procurou recuperar territórios no Levante que haviam feito parte da 18.ª Dinastia. As suas campanhas de reconquista culminaram na Batalha de Cadexe, onde liderou exércitos Egípcios contra os do rei Hitita Muwatalli II. Ramessés foi apanhado na primeira emboscada militar registrada da história, embora ele tivesse conseguido reunir as suas tropas e virar a maré da batalha contra os Hititas graças à chegada dos Ne'arin (possivelmente mercenários a serviço do Egito). O resultado da batalha foi indeciso, com ambos os lados reivindicando a vitória na sua frente, e finalmente, resultando num tratado de paz entre as duas nações. O Egito foi capaz de obter riqueza e estabilidade sob o domínio de Ramessés de mais de meio século. Os seus sucessores imediatos continuaram as campanhas militares, embora uma corte cada vez mais problemática — que a certa altura colocou um usurpador (Amenmessés) no trono — tornou cada vez mais difícil para um faraó manter efetivamente o controle dos territórios.
Ramessés II também foi famoso pelo grande número de filhos que ele gerou com as suas várias esposas e concubinas; o túmulo que ele construiu para os seus filhos, a muitos dos quais ele sobreviveu, no Vale dos Reis provou ser o maior complexo funerário do Egito.

### Anos finais de poder
O último "grande" faraó do Império Novo é amplamente considerado como sendo Ramessés III, um faraó da XX dinastia que reinou várias décadas depois de Ramessés II.
No oitavo ano de seu reinado, os Povos do Mar invadiram o Egito por terra e mar. Ramessés III derrotou-os em duas grandes batalhas terrestres e marítimas (a Batalha de Djahy e a Batalha do Delta). Ele incorporou-os como povos-alvo e os estabeleceu no sul de Canaã, embora haja evidências de que eles forçaram o seu caminho para Canaã. A sua presença em Canaã pode ter contribuído para a formação de novos estados, como a Filisteia, nesta região após o colapso do Império Egípcio. Ele também foi forçado a lutar contra membros da tribo da Líbia invasora em duas grandes campanhas no Delta do Oeste no Egito em seu sexto ano e décimo primeiro ano respectivamente.
O pesado custo dessa guerra drenou lentamente o tesouro do Egito e contribuiu para o declínio gradual do Império Egípcio na Ásia. A severidade das dificuldades é indicada pelo fato de que a primeira greve trabalhista conhecida na história registrada ocorreu durante o 29.º ano do reinado de Ramessés III, quando as rações de alimentos para os favorecidos construtores de túmulos e artesãos de elite do Egito na aldeia de Deir Almedina não pôde ser provisionada. Os poluentes atmosféricos impediram que muita luz solar atingisse o solo e também prenderam o crescimento global das árvores por quase duas décadas inteiras até 1140 AC. Uma causa proposta é a erupção Hekla 3 do vulcão Hekla, na Islândia, mas a datação deste permanece controversa.

### Declínio no Terceiro Período Intermediário
A morte de Ramessés III foi seguida por anos de brigas entre os seus herdeiros. Três de seus filhos subiram ao trono sucessivamente como Ramessés IV, Ramessés VI e Ramessés VIII. O Egito estava cada vez mais assolado por secas, inundações abaixo do normal do Nilo, fome, agitação civil e corrupção oficial. O poder do último faraó da dinastia, Ramessés XI, ficou tão fraco que no sul os Sumo-Sacerdotes de Amom em Tebas tornaram-se os governantes de fato do Alto Egito, e Esmendes controlava o Baixo Egito antes mesmo da morte de Ramessés XI. Esmendes finalmente fundou a 21.ª dinastia em Tanis.

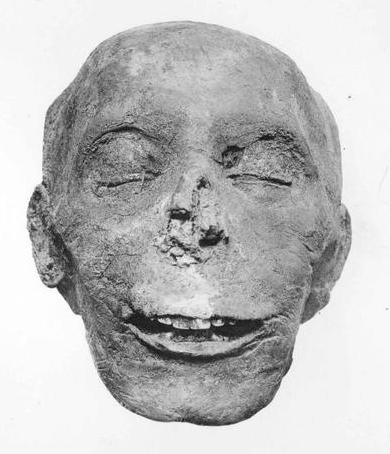
Tutemés III

## Galeria

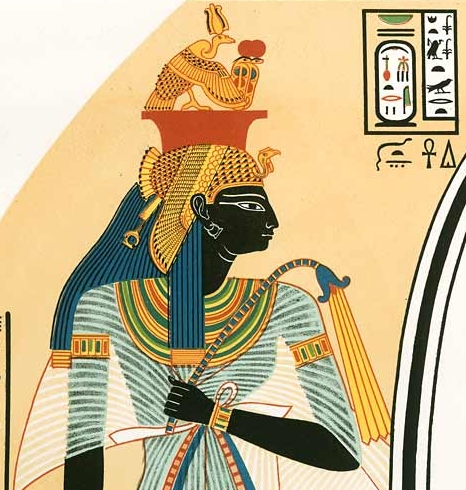
Rainha Amósis-Nefertari
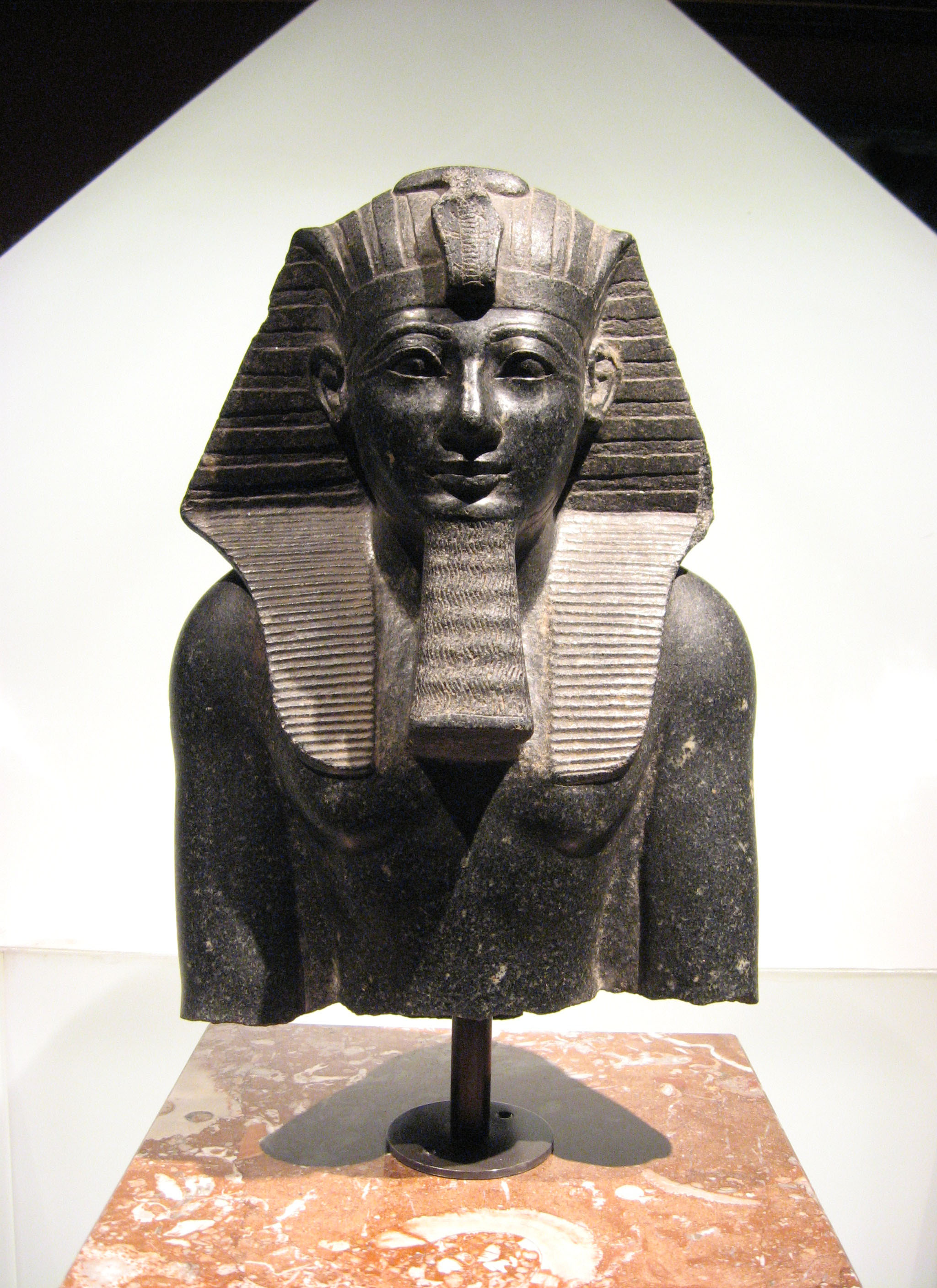
Thutmosis III, um militar e membro da linhagem real tutmóide é normalmente chamado de Napoleão do Egito. As suas conquistas do Levante trouxeram os territórios e a influência do Egito para a sua maior extensão.
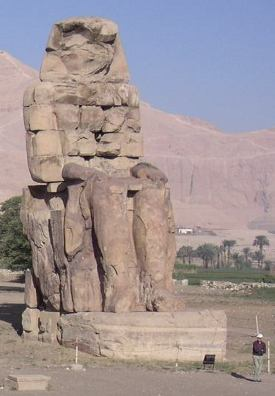
Colossi of Memnon. Representando Amenhotep III, esta estátua fica do lado de fora de Luxor.
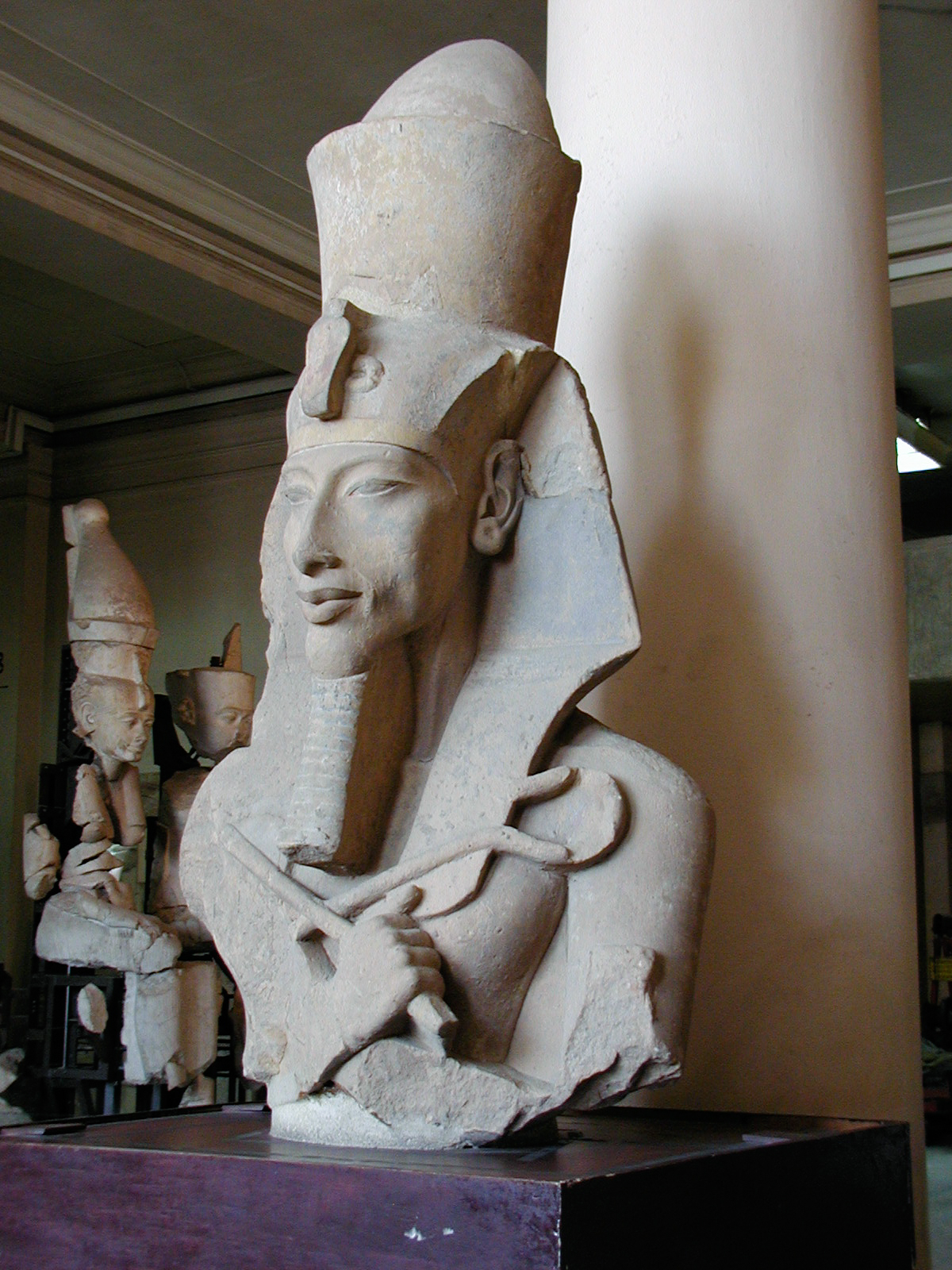
Aquenáton, nascido Amenófis IV, era o filho da Rainha Tiy. Ele rejeitou a antiga religião egípcia e promoveu Áton como divindade suprema.
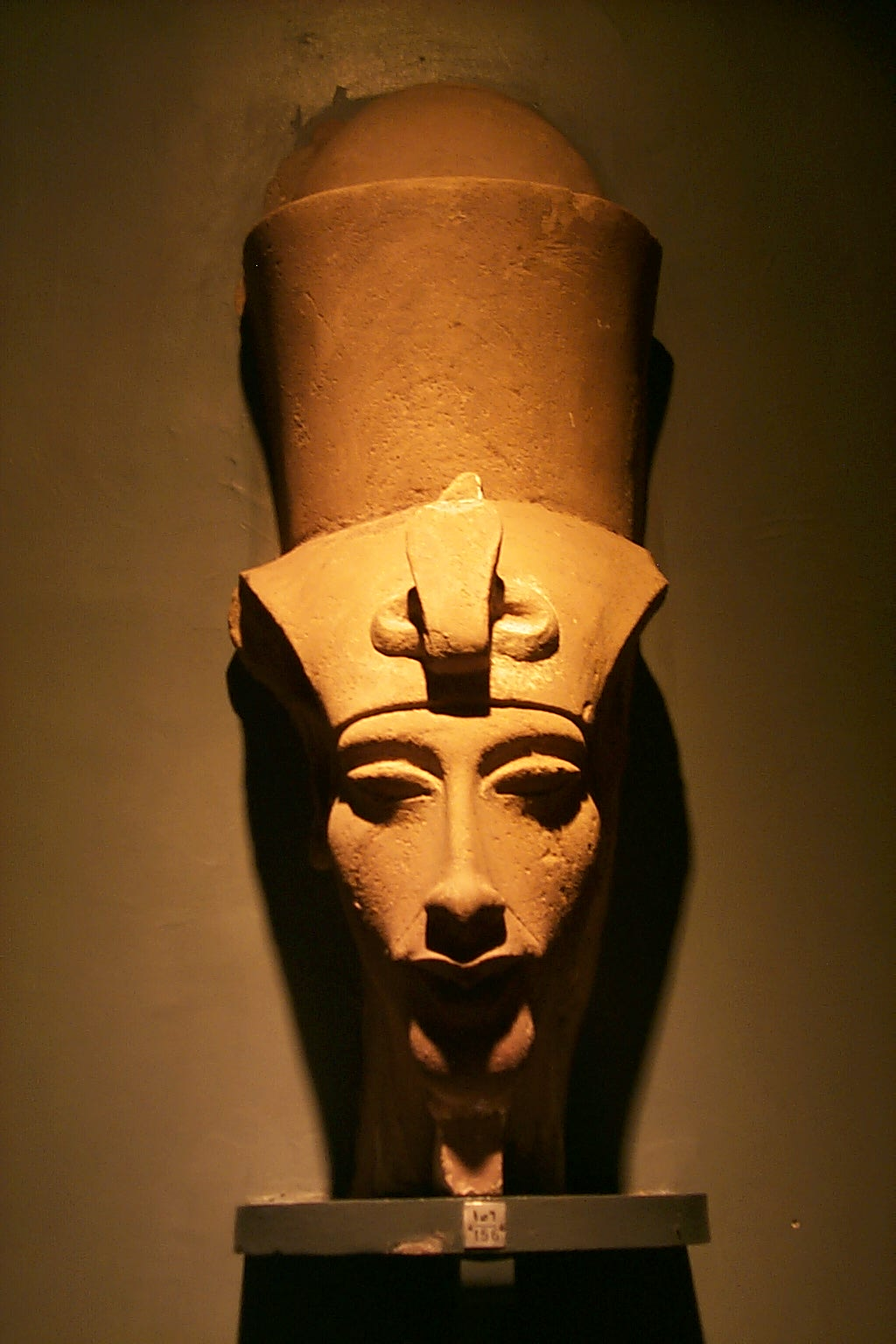
Akhenaten
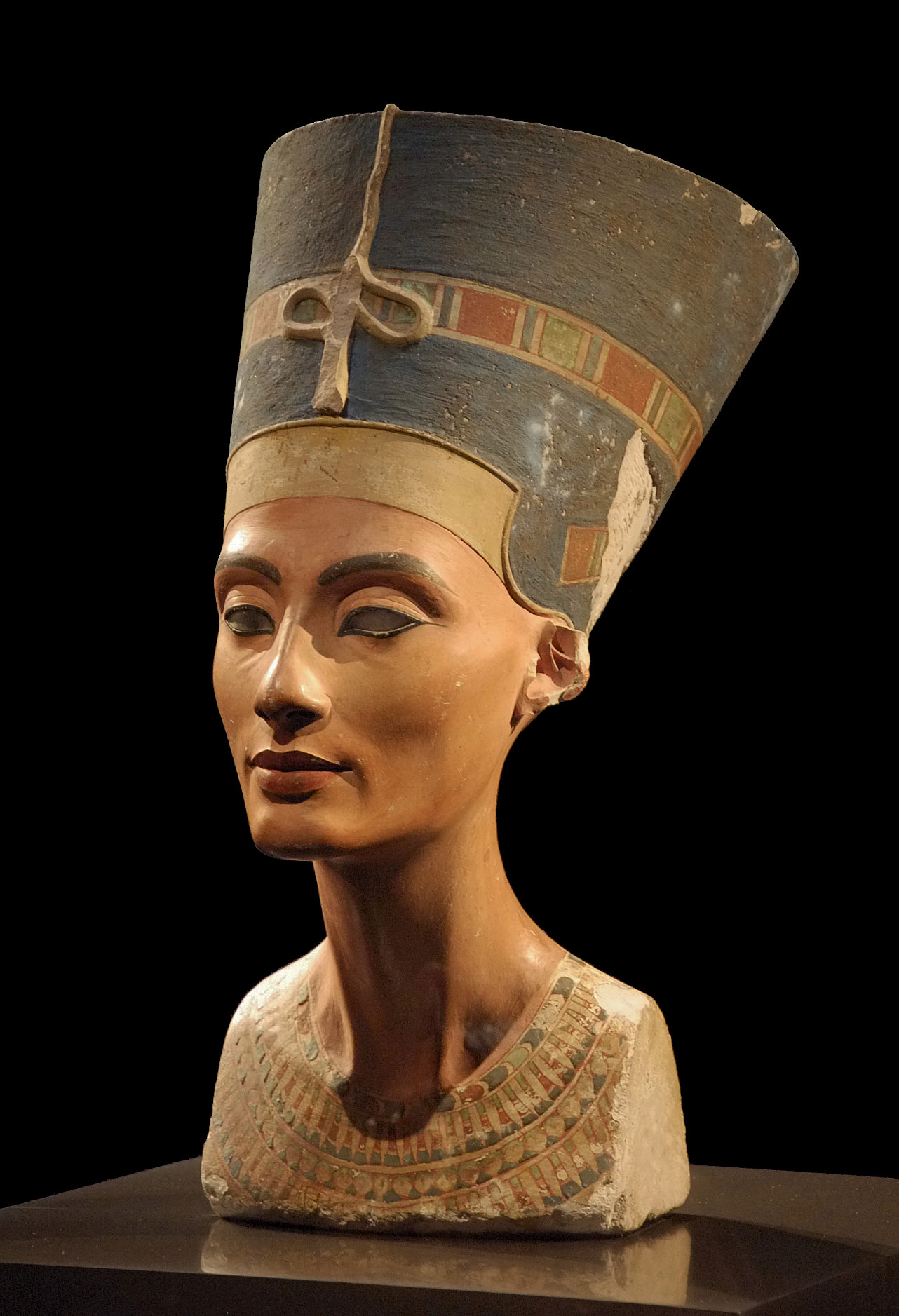
Busto de Nefertiti. A esposa de Aquenáton, ela manteve a posição como co-regente com Aquenáton. Ela também pode ter governado como faraó por seu próprio direito, já que ela é uma das poucas candidatas à identidade do Faraó Neferneferuaten.
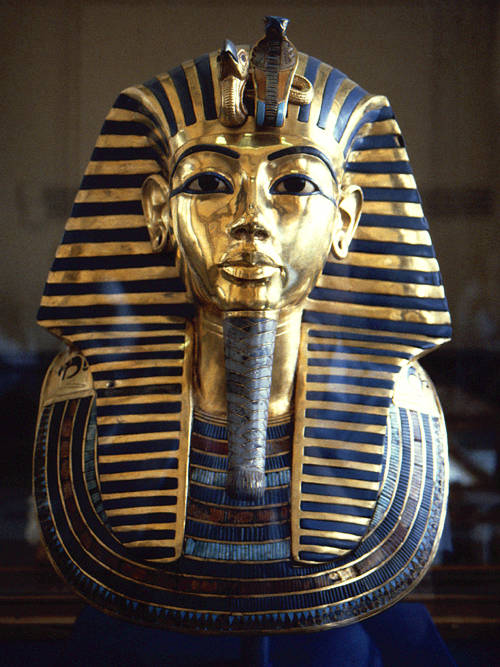
Máscara de Tutancâmon. O rei Tutancâmon, filho de Aquenáton, restaurou o Egito à sua antiga religião. Embora ele tenha morrido jovem e não tenha sido considerado significativo em seu próprio tempo, a descoberta de 1922 da sua tumba intacta por Howard Carter, fez dele relevante como um símbolo do antigo Egito no mundo moderno.
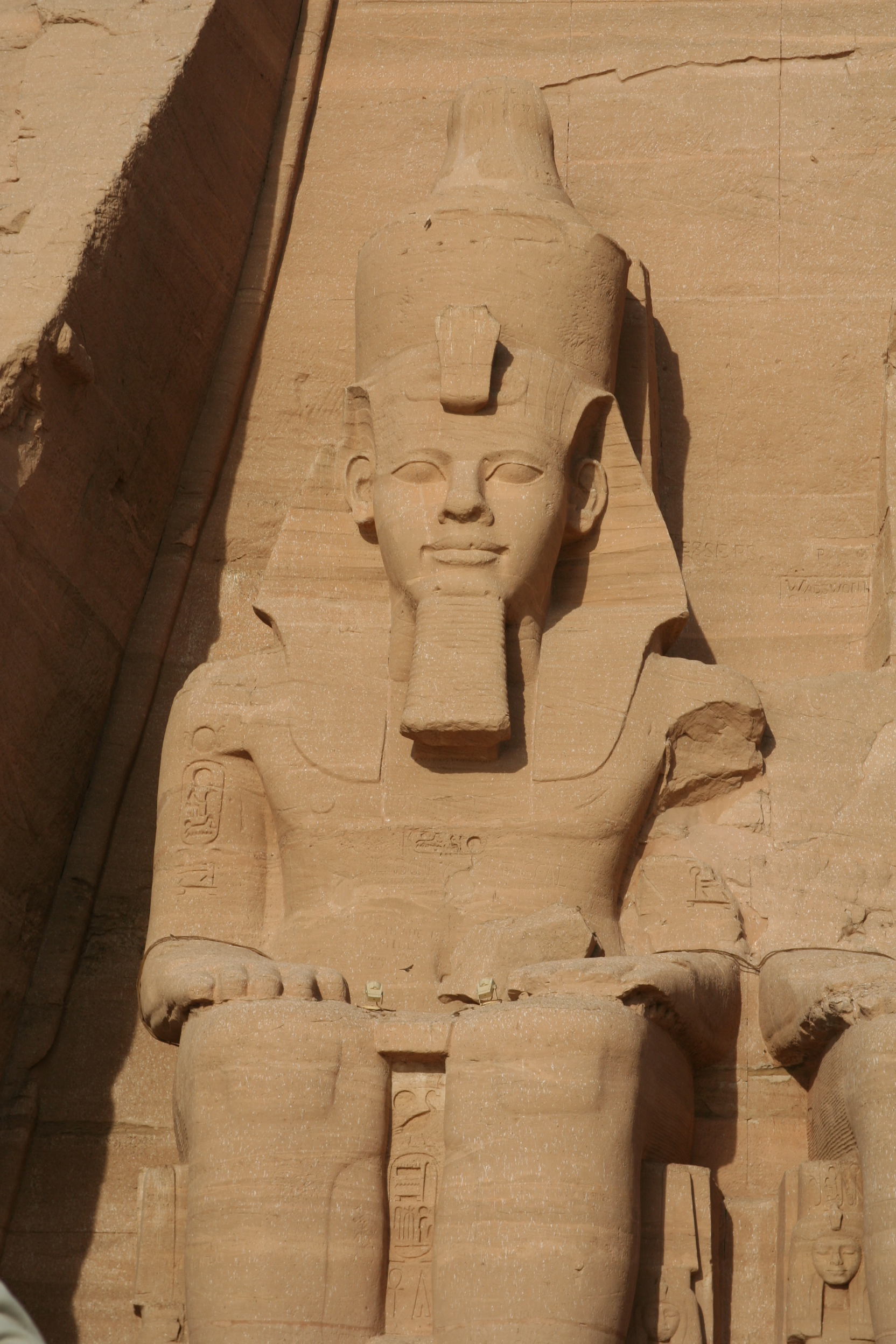
Detalhe do Templo de Ramessés II
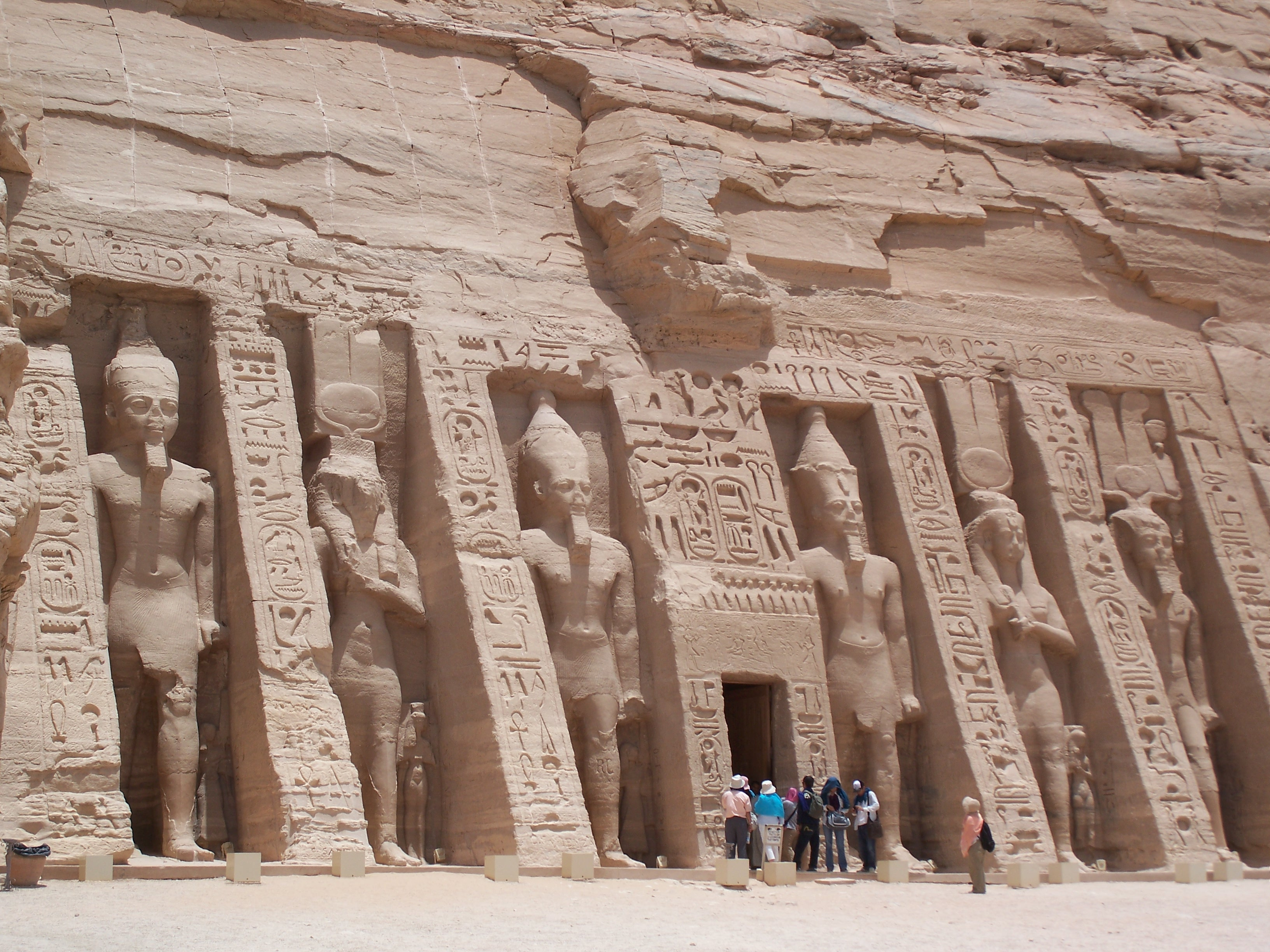
Templo de Nefertari em Abul-Simbel
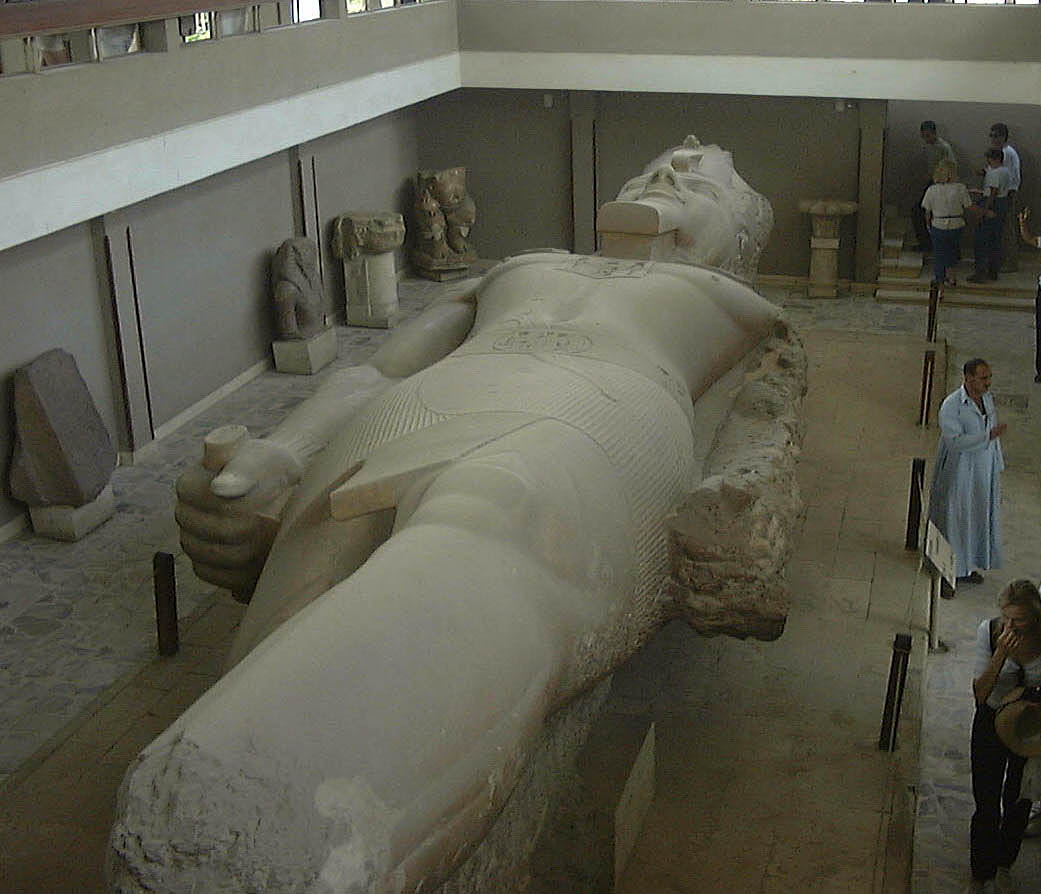
Ramessés II Gigante
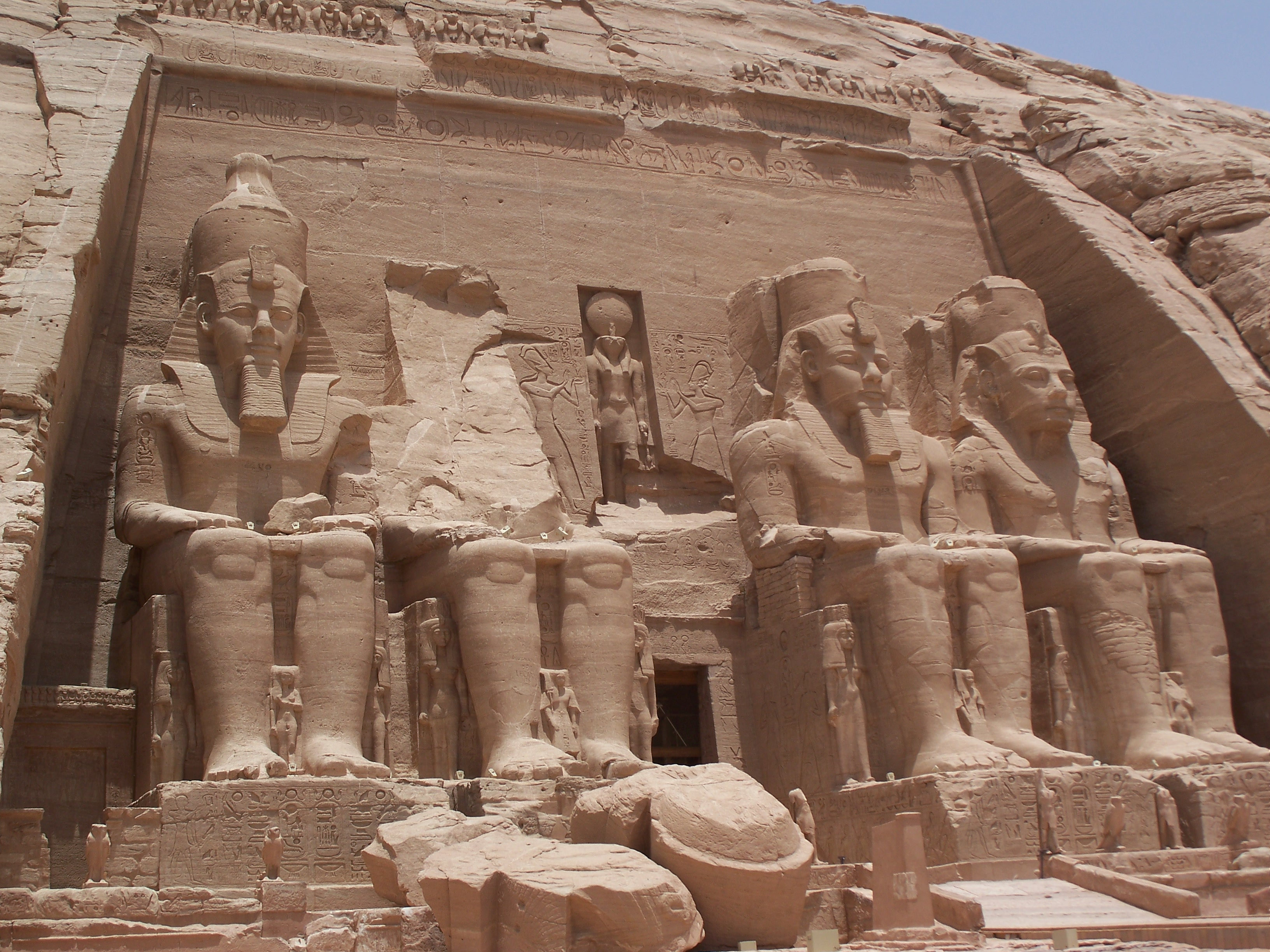
Templo de Ramessés II em Abul-Simbel
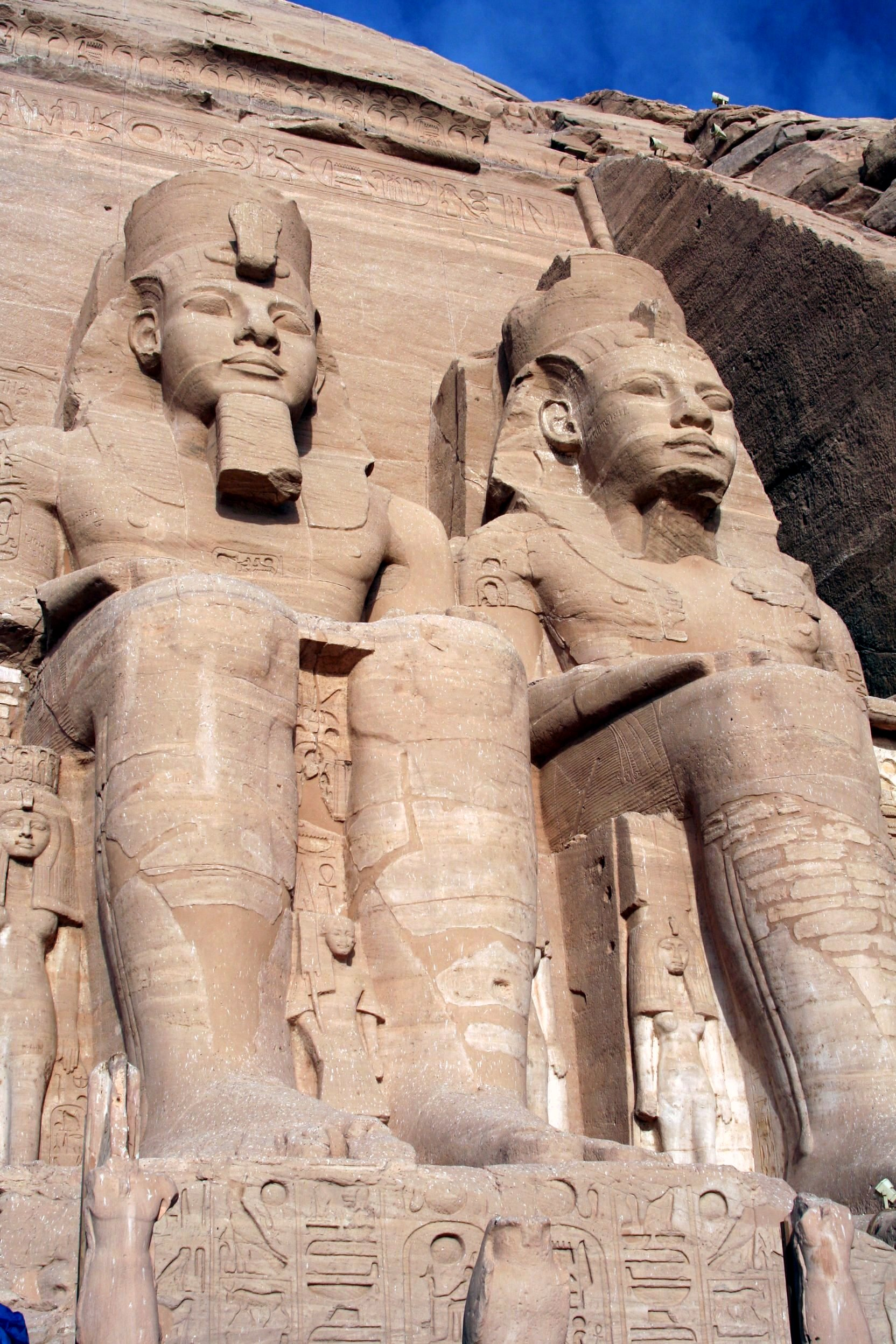
Abul-Simbel